# Graveyard Mountain Home
Graveyard Mountain Home è il terzo album di Kevin Moore, ex-membro dei Dream Theater, pubblicato sotto il nome di Chroma Key. L'album è una modernizzazione della colonna sonora del film "Age 13". 14 canzoni che accompagnano una surreale e oscura realtà per un ragazzo che ha perso la madre. Il cd è uscito anche come edizione speciale contenente un DVD con il film accompagnato da questa sua alternativa colonna sonora.

## Tracce
1. YYY – 2:11
2. Give Up – 4:04
3. White Robe – 4:55
4. Mother's Radio – 4:15
5. Graveyard Mountain Home – 2:32
6. Salvation – 2:40
7. Before You Started – 4:24
8. Human Love – 6:01
9. Come In, Over – 5:01
10. Pure Laughter – 2:08
11. Andrew Was Drowing His Stepfather – 2:12
12. Sad Sad Movie – 5:41
13. True and Lost – 2:31
14. Again Today – 4:45

## Formazione
- Kevin Moore - voce, tastiera, chitarra, programmazione
- Utku Ünal - batteria
- Theron Patterson - programming (tracce: 2, 8, 14); basso
- Bige Akdeniz - voce aggiuntiva (tracce 9, 13)
- Bob Nekrasov - monologo (traccia 8)
- Erdem Helvacioglu - chitarra aggiuntiva (traccia 3)